# Dekanat Wrocław Krzyki
Dekanat Wrocław Krzyki – jeden z 33 dekanatów w rzymskokatolickiej archidiecezji wrocławskiej.
W skład dekanatu wchodzi 10 parafii:
- Parafia św. Andrzeja Apostoła → Bielany Wrocławskie
- Parafia św. Wojciecha Biskupa i Męczennika → Domasław
- Parafia Miłosierdzia Bożego → Rzeplin
- Parafia Wniebowzięcia Najświętszej Maryi Panny → Tyniec Mały
- Parafia Najświętszej Maryi Panny Królowej Polski → Wrocław-Klecina
- Parafia Niepokalanego Poczęcia Najświętszej Maryi Panny → Wrocław-Krzyki
- Parafia Trójcy Świętej → Wrocław-Krzyki
- Parafia Wniebowzięcia Najświętszej Maryi Panny → Wrocław-Ołtaszyn
- Parafia św. Anny → Wrocław-Oporów
- Parafia św. Ojca Pio z Pietrelciny → Wrocław-Partynice